# Cyryk
Cyryk, (łac.) Cyriccus, (gr.) Kýrikos — imię męskie pochodzenia łacińsko-perskiego, pierwotnie stanowiące zdrobnienie imienia Cyrus. Patronem tego imienia jest św. Cyryk z Antiochii, wspominany razem ze św. Julitą i 404 innymi świętymi". 
Cyryk imieniny obchodzi 16 czerwca. 
Zobacz też:
- Saint-Cirgues — 2 miejscowości we Francji
- Saint-Cirice
- Saint-Cricq
- Saint-Cyr-de-Salerne
- Saint-Cyr-du-Gault
- Saint-Cyr-Montmalin
- Saint-Cirq-Madelon[2]